# سیلویو ناریتزانو
سیلویو ناریتزانو (انگلیسی: Silvio Narizzano؛ ۸ فوریهٔ ۱۹۲۷ – ۲۶ ژوئیهٔ ۲۰۱۱) یک کارگردان فیلم، کارگردان تلویزیونی، تهیه‌کننده تلویزیونی، فیلم‌نامه‌نویس و تهیه‌کننده فیلم ایتالیایی‌تبار اهل کانادا بود.
از فیلم‌ها یا مجموعه‌های تلویزیونی که وی در آن‌ها نقش داشته‌است، می‌توان به ردنک، جورجی دختر و آبی اشاره نمود.